# 里加中央市場

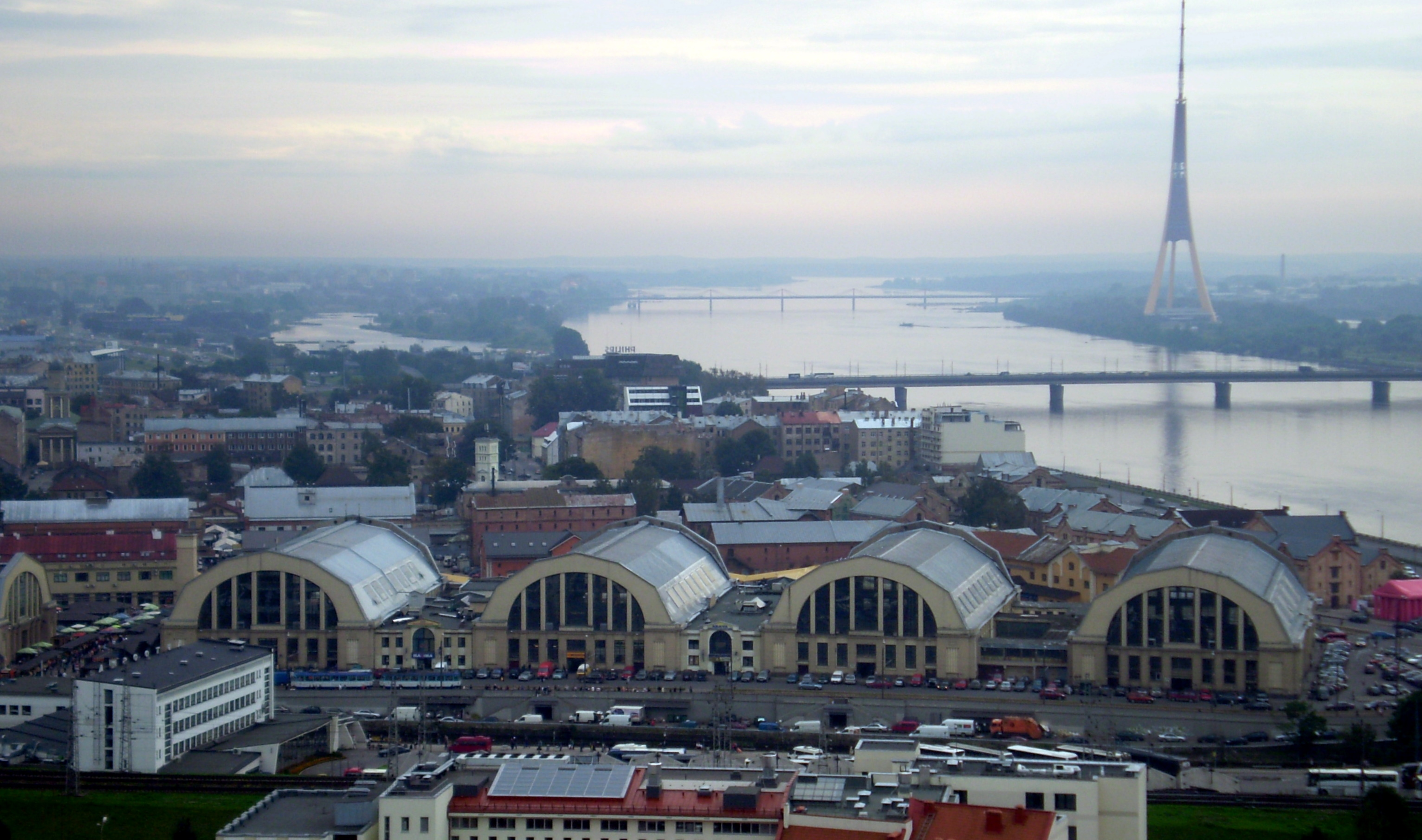
里加中央市場

里加中央市場是歐洲最大的市場，位於拉脫維亞首都里加。里加中央市場是20世紀拉脫維亞最著名的建築之一，也被列入世界文化遺產名單。市場自1922年開始計劃建造，修建於1924年至1930年期間 。

## 外部連結
- Riga Central Market
- Pictures from Riga Central Market

56°56′37″N 24°06′54″E / 56.943710°N 24.114904°E